# アイスランドの交通
アイスランドの交通（アイスランドのこうつう）では、アイスランドにおける交通について説明する。
アイスランドは国の険しい地形と人口の少なさに左右されてきた。個人の主な移動手段は自動車であり、鉄道は存在しない。国の交通インフラの多くは首都圏に集中している。

## 鉄道
アイスランドには鉄道がないが、近年ケプラヴィークとレイキャヴィークの間に鉄道を建設する提案がなされている。ケプラヴィーク国際空港はアイスランドの主要国際空港であるが、レイキャビクから離れており、 現在は長距離バスが運行している。
また、レイキャヴィークにライトレールを建設する提案がなされている。
過去には、機関車動力の鉄道や手動式の鉄道が特定の事業中に一時的に設置されていた。 それらの内ののいくつかは、博物館で展示されたり静態保存されている。

## 道路
アイスランドには公営道路が 12,869 キロ (7,996 マイル) あり、そのうち 5,040 キロ (3,130 マイル) は舗装されている。 組織的な道路建設は 1900 年頃に始まり、1980 年以降大幅に拡大した。
アイスランド道路管理局は道路の法的所有者および建設者として、道路の監督と維持を行っている。 旅客キロの 11.4% がバス、88.6% が自家用車である。

## 港湾
アイスランドの主な港は以下の通り。
- アークレイリ
- ホルナフィヨルズル
- イーサフィヨルズル
- ケプラヴィーク
- ラウファーヘプン
- レイキャビク
- セイジスフィヨルズル
- ストラウムスヴィーク
- ヴェストマン諸島

トン数1,000gt以上の商船の合計は3隻で、載貨重量は16,938トン(DWT)である。船舶の種類はケミカルタンカー1隻、コンテナ船1隻、石油タンカ1隻である。(1999 年推定)
アイスランド周辺で居住可能な以下の島には、定期的にフェリー運航されている。
- ヴェストマン諸島 - 最大かつ最も人口の多い島。
- フリセイ - アイスランド北部のエイヤフィヨルズルの真ん中にある島。
- グリムジー - アイスランド最北端にある島。

これらのフェリーは道路などのインフラの一部と考えられているため、道路と同様に運営されている。

## 公共交通機関
アイスランドの公共交通機関は比較的未開発で、多くの地域では公共交通機関の利用が不十分である。
主要な都市では限られたサービスが提供されている。例えば、レイキャヴィークでバスを運営しているStrætó bs や、アークレイリでバスを運営している Strætisvagnar Akureyrarなどがある。 
主要都市間を結ぶバスは全国的に運行されているが、アイスランド人の多くは、レイキャヴィーク、ケプラヴィークなどの主要都市から別の都市への移動には航空機を利用している。
自動車所有率も高く、人口 1000 人あたりの自動車保有台数は 580 台 (2000 年) であり、この数字はアメリカ合衆国と同程度である。 
首都のレイキャヴィークの都市部は人口に比べて比較的分散しているため、これは他の同規模の都市ほどの交通渋滞を引き起こしていない。 そのため、公共交通の需要は低く、それほど発展していない。